# Avançon (Alpy Wysokie)
Avançon – miejscowość i gmina we Francji, w regionie Prowansja-Alpy-Lazurowe Wybrzeże, w departamencie Alpy Wysokie.

## Demografia
Według danych na rok 1990 gminę zamieszkiwało 279 osób, a gęstość zaludnienia wynosiła 12 osób/km². W styczniu 2015 r. Avançon zamieszkiwało 413 osób, przy gęstości zaludnienia wynoszącej 18,3 osób/km².